# Tetractenos glaber
Espèce
Statut de conservation UICN

 LC  : Préoccupation mineure
Répartition géographique
Tetractenos glaber est une espèce de poissons de la famille des Tetraodontidae.